# Gayle Forman
Gayle Forman (Los Angeles, 5 de junho de 1970) é uma escritora norte-americana de ficção jovem adulta, mais conhecida pelo seu romance, Se Eu Ficar, que ficou em 1.º lugar na lista de best sellers do New York Times de Ficção Jovem Adulta e foi transformado em filme do mesmo nome.

## Carreira
Forman começou sua carreira escrevendo para a Revista Seventeen, com a maioria de seus artigos com foco nos jovens e preocupações sociais. Mais tarde ela se tornou um jornalista freelancer para publicações como Details, Jane Magazine, Glamour, Nação, Elle e Cosmopolitan. Em 2002, ela e seu marido, Nick, fizeram uma viagem ao redor do mundo e ela acumulou experiências e informações que mais tarde, serviu como base para seu primeiro livro, um diário de viagem, You Can't Get There From Here: A Year On The Fringers Of A Shrinking World (Você não Pode Chegar Lá a Partir Daqui: Um Ano À Margem De Um Mundo cada vez menor). Em 2007, publicou seu primeiro romance para jovens adultos Sisters In Sanity (O Que Há de Estranho em Mim) que é baseado em um artigo que escreveu para a Seventeen.
Em 2009, Forman lançou Se Eu Ficar, um livro sobre uma jovem de 17 anos, chamada Mia que se envolveu em um trágico acidente de carro. O romance segue a experiência de Mia enquanto ela está deitada em coma plenamente consciente do que está acontecendo ao seu redor e tudo o que seu visitantes dizem e fazem. Sentindo a agonia da perda das pessoas mais próximas a ela, ainda, ciente da grande amor daqueles que permanecem, ela deve fazer a escolha de aguentar firme ou se deixar ir. Forman ganhou o Prêmio de Livro do Ano do NAIBA em 2009 e foi o vencedor do Prêmio de Honra do Indie Choice Awards em 2010 por Se eu Ficar. A adaptação do filme Se eu Ficar, estrelado por Chloë Grace Moretz, foi lançado nos Estados Unidos em 22 de agosto de 2014. A sequência de Se eu Ficar, intitulado Where She Went (Para Onde Ela Foi), foi lançado em 2011. Contada a partir do ponto de vista de Adam, o romance é sobre o relacionamento de Adam e Mia depois do acidente.
Em janeiro de 2013, Forman lançou Apenas Um Dia (Just One Day). O romance segue Allyson Healey, que, no último dia de viagem pela Europa, pós-formatura do Ensino Médio, conhece um holandês vagabundo ator chamado Willem. Em uma decisão não-característico, de momento, Allyson vai para Paris com Willem, onde passam um dia juntos, antes que ele desapareça. A sequência para Apenas Um Dia, intitulado Apenas Um Ano, foi lançado em outubro de 2013. O romance segue o mesmo caminho cronológico como Allyson da história, mas contada a partir da perspectiva de Willem. O capítulo final de Allyson e Willem história, intitulado Apenas Uma Noite, é uma novella de 50 páginas, que foi lançado em formato de ebook em 29 de Maio de 2014.
Em janeiro de 2015, Forman lançou Eu Estava Aqui, sobre uma garota de 18 anos de idade lidando com o súbito suicídio de sua melhor amiga. Os direitos cinematográficos do livro foram apanhados pela New Line Cinema, um mês mais tarde. Forman está atualmente trabalhando em seu primeiro romance adulto, intitulado Leave Me e que deve ser lançado em 2016.

## Prêmios
Forman ganhou o British Fantasy Award (2010) e o "ALA/YALSA Escolha Rápida para Leitores Relutantes Adultos/Jovens" (2010). Ela foi indicada para a prêmio Literário da Carolina do Sul no Prêmio Livros Jovens/Adultos (2011), para o TAYSHAS Lista de Leitura Escolar (2010),para o Goodreads Choice Award para Ficção Jovem/Adulto (2009) e o Prêmio de Livro Juvenil de Milwaukee County (2010).

## Vida pessoal
Forman reside no Brooklyn, Nova York, com o marido e duas filhas, uma que é adotada. No Festival Anual, de 2010, do Los Angeles Times, Forman participou de painel de discussões. Ela estava no painel "Ficção Jovem Adulto: Os Adolescente e os Tumultos" com Jandy Nelson, Cynthia Kadohata e moderador Sonya Sones.

## Livros
- You Can't Get There from Here: A Year on the Fringes of a Shrinking World (2005)
- Sisters in Sanity (O Que Há de Estranho Em Mim, Editora Arqueiro, 2007/2016)
- If I Stay (Se Eu Ficar, Editora Novo Conceito, 2009/2014)
- Where She Went (Espera Por Mim, Editora Novo Conceito, 2011/2014)
- Just One Day (Apenas Um Dia, Editora Novo Conceito, 2013/2014)
- Just One Year (Apenas Um Ano, Editora Novo Conceito, 2013/2015)
- Just One Night (2014)
- I Was Here (Eu Estive Aqui, Editora Arqueiro, 2015)
- Leave Me (2016)